# Zanthoxylum falcifolia
Zanthoxylum falcifolia là một loài thực vật có hoa trong họ Cửu lý hương. Loài này được Engl. miêu tả khoa học đầu tiên.